# Wovoka

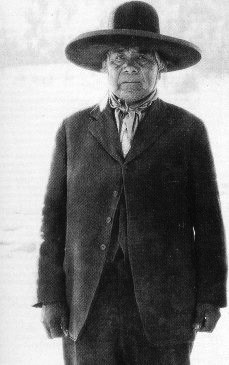
Wovoka

Wovoka, född cirka 1856, död 20 september 1932, var Paiute-indian och grundare av den kortlivade andedans-religionen (”Ghost dance”).
Wovoka uppfostrades av vita och fick av dem namnet Jack Wilson. I slutet av 1880-talet startade han en ny religion kallad ”Ghost dance”. Den spreds snabbt bland präriestammarna i USA. Wovoka predikade att en Messias skulle befria indianerna och återställa livet till vad det varit före de vitas ankomst. De döda skulle uppstå och bufflarna återkomma. De vita skulle drivas ut i havet som de en gång kommit över. Han uppmanade indianerna att klä sig i andeskjortor (Ghost shirts) som skulle skydda dem mot den vite mannens kulor och dansa Andedansen (Ghost dance) för att framkalla den väntade Messias. Efter massakern på 300 Lakota-indianer vid Wounded Knee 1890 självdog den nya religionen.